# Долорес (река)
Долорес (англ. Dolores River) — крупная река на юго-западе США, приток реки Колорадо. Длина составляет около 400 км. Протекает через штаты Колорадо и Юта. Площадь бассейна — около 11 850 км².
Берёт начало на юго-западе Колорадо, вблизи пика Долорес и горы Уильсон в районе хребта Сан-Мигель. Течёт сперва в юго-западном направлении, затем протекает через город Долорес, где поворачивает на север и северо-запад. Далее протекает через каньон реки Долорес и долину Парадокс, после чего принимает приток Сан-Мигель в округе Монтроуз, Колорадо. Далее течёт по территории Юты, впадает в реку Колорадо в округе Гранд.